# Sengū
Sengū (jap. 遷宮) ist der japanische Begriff für die Überführung eines Shintai in einen Shintō-Schrein. Wenn der Honden, die Haupthalle eines Shintō-Schreins, repariert oder neu errichtet wird, muss das Shintai verlegt werden. Zeremonien zu diesem Anlass werden ebenfalls als Sengū bezeichnet.
Als Shikinen-Sengū (式年遷宮) wird die Zeremonie im Ise-jingū (Präfektur Mie) und im Sumiyoshi-Taisha in Ōsaka bezeichnet, bei der die Haupthalle in festgelegten zeitlichen Abständen (shikinen) auf einem von zwei benachbarten Grundstücken identisch und komplett neu errichtet wird. Bei der Schreinerneuerung wird das Shintai dann bei einer feierlichen Zeremonie (sengū) in das neue Honden überführt und das alte Gebäude niedergebrannt. Einer der neuen heiligen Spiegel wird dabei vom Tennō selbst dargebracht. Es wird gesagt, dass diese Zeremonie mit der Shikinensai, der Gedenkfeier zum Todestag eines historischen Kaisers zusammenhängt.
Außer den Schreinen in Ise und Sumiyoshi fanden solche Zeremonien einstmals auch in anderen Schreinen statt, darunter der Katori-jingū, der Kashima-jingū, der Usa-jingū, der Kasuga-Taisha und der Suwa-Taisha (das Onbashira-sai).
Der Begriff Sengū wird nur für das Heiligtum eines Shintō-Schreins gebraucht, für den Umzug des Kaiserpalastes, eines buddhistischen Tempels oder einer Buddhastatue wird ein anderer Begriff verwendet: Senza (遷座).